# Comisión de Evaluación de la Educación Pública (Arabia Saudita)
Comisión de Evaluación de la Educación Pública Una organización pública con una personalidad jurídica independiente La Comisión de Evaluación de la Educación Pública (PEEC) fue fundada en 2013, de conformidad con la resolución del Consejo de Ministros, número 120 en el 22/4/1434 AH, que especifica su estructura y tareas. La resolución establece que la Comisión sea un organismo público con personalidad jurídica independiente y que será responsable de la evaluación de las escuelas públicas y privadas en el Reino de Arabia Saudita. De acuerdo con la resolución, el PEEC reportará directamente al primer ministro hasta que el Consejo Superior de Educación comienza a realizar sus tareas, y será dirigido por el Gobernador de la Comisión como jefe del Consejo de Administración que son seleccionados de todos los organismos educativos y autoridades, incluidos especialistas y representantes del sector privado. El PEEC representada por su Consejo de Administración, las acciones de interacción institucional positiva con ambas entidades educativas públicas y privadas, y es responsable de la emisión de normas, reglamentos, licencias y normas necesarias para los procesos de evaluación en todas las diferentes etapas en el marco de su Estatuto y otros reglamentos pertinentes.

## introducción
La Evaluación de la Enseñanza Pública es una autoridad pública saudí con personalidad jurídica con independencia financiera y jurídica. Es la autoridad organizativa, que se encarga del proceso de evaluación de la Enseñanza General Pública y Privada en Arabia Saudí y dependiente del Presidente del Consejo de Ministros hasta que el Consejo Superior de Enseñanza asume sus cometidos y competencias. Se encarga de la administración de la misma un Consejo de Administración presidido por el Excmo. Sr. Gobernador de la Autoridad. Este Consejo está constituido por las autoridades relacionadas con el proceso de la enseñanza, especialistas y representantes del sector la enseñanza privada. Esta Autoridad funciona por medio de su propio Consejo de Administración con la participación positiva e interactiva institucional con las autoridades gubernamentales y privadas relacionadas con la confección de tablas, normativas y licencias, además, preparar los parámetros necesarios para el proceso de evaluación en sus distintas fases y dentro del marco de sus normativas y otros reglamentos relacionados con la misma.

## PEEC objetivo
El objetivo fundamental de la Autoridad es evaluar la Enseñanza General Pública y Privada con el fin de lograr los siguientes objetivos:
- Lograr mayor calidad y suficiencia de la Enseñanza General.
- Reforzar el desarrollo y la economía nacional por medio de la mejora de los resultados de la Enseñanza General.

Cometidos de la Autoridad de Evaluación de la Enseñanza General
Se encomienda a la Autoridad de Evaluación de la Enseñanza General 13 cometidos principales:
1. Poner los parámetros especiales para los programas de la Enseñanza General.
2. Modernización y mejora de las pruebas nacionales unificadas para cada ciclo de la Enseñanza.
3. Poner los parámetros profesionales y las pruebas de capacidad a las que se someten los docentes conforma a las normativas y exigencias del Reglamento de Acreditación y Evaluación de los Profesores.
4. Evaluación del rendimiento académico de los colegios públicos y privados.
5. Valoración de los programas de los colegios públicos y privados.
6. Expedición de licencias para particulares e instituciones especializadas en la evaluación de la Enseñanza, que permitirían a esos particulares e instituciones llevar a cabo los procesos de evaluación y acreditación.
7. La preparación de un reglamento de evaluación de la Enseñanza que garantice la calidad de la Enseñanza General  Pública, además de poner de los parámetros e indicios generales.
8. Poner parámetros avanzados para la Enseñanza General Pública en distintos ciclos de forma que se podría hacer uso de esos parámetros en la medición y efectividad del rendimiento a nivel de instituciones y programas al mismo tiempo.
9. La expedición de tablas que contienen la calidad de la Enseñanza en todos sus componentes y la publicación de los principios adecuados.
10. La publicación de esos resultados de la evaluación de la  acreditación llevadas a cabo por la Autoridad de Evaluación de la Enseñanza General Pública
11. Llevar a cabo investigaciones y estudios especializados en campo de la evaluación de la Enseñanza, además de prestar su apoyo a las investigaciones y los estudios relacionados.
12. La publicación de revistas científicas, publicaciones periódicas, libros, guías y folletos sobre la especialidad de la Autoridad.
13. Preparar y desarrollar el marco nacional de las personas capacitadas.

## PEEC Valores
Valores de la Autoridad de Evolución de la Enseñanza General Pública
Con el fin de lograr los objetivos de la Autoridad, se recurrirá a un conjunto de valores fundamentados en nuestra religión unitaria y en nuestra genuina ética árabe, además de las directrices estratégicas de la Autoridad. Estos valores serán como nuestros puntos de referencia fundamentales en nuestro pensamiento, actividades y aspiraciones. Estos valores son:
- La Transparencia: Es la sinceridad en nuestra vida cotidiana y la sinceridad como valor no como un lema. Este valor es existente y debe ser consolidado a nivel laboral, a nivel social, a nivel nacional.

- La honestidad: Es alejarse del mal y estar por encima de ello por generosidad y deseo de la persona.
- La credibilidad: Debemos ser sinceros en lo escrito y en lo transmitido.

- La Justicia: En esta Autoridad de Evaluación de la Enseñanza General Pública, creemos en la igualdad de oportunidades sin ningún género de discriminación.

- La constancia: Debe estar presente en todo lo que hacemos, especialmente, en los principios de justicia y no alejarse de ello por cualquier circunstancia pasajera.

- La profesionalidad: Es significa desempañar la función pública tal como lo exige el encargo con conciencia lejos de los intereses personales o del cargo con toda integridad en cumplimiento de los deberes de la función.

- Datos: Q85866724